# Grand Prix moto du Brésil 1988
Le  Grand Prix moto du Brésil 1988 est la quinzième et dernière manche du championnat du monde de vitesse moto 1988. La compétition s'est déroulée du 15 au 17 septembre 1988 sur l'Autódromo Internacional Ayrton Senna connu sous le nom de circuit de Goiânia.
C'est la 2e édition du Grand Prix moto du Brésil.

## Classement 500 cm3
| Pos. | Pilote              | Constructeur | Temps/Écart     | Points |
| ---- | ------------------- | ------------ | --------------- | ------ |
| 1    | Eddie Lawson        | Yamaha       | 47 min 22 s 550 | 20     |
| 2    | Wayne Gardner       | Honda        | +13 s 360       | 17     |
| 3    | Kevin Schwantz      | Suzuki       | +21 s 350       | 15     |
| 4    | Niall Mackenzie     | Honda        | +24 s 080       | 13     |
| 5    | Christian Sarron    | Yamaha       | +24 s 240       | 11     |
| 6    | Kevin Magee         | Yamaha       | +24 s 280       | 10     |
| 7    | Pierfrancesco Chili | Honda        | +1 min 13 s 100 | 9      |
| 8    | Rob McElnea         | Suzuki       | +1 min 14 s 950 | 8      |
| 9    | Didier de Radiguès  | Yamaha       | +1 min 23 s 300 | 7      |
| 10   | Patrick Igoa        | Yamaha       | +1 tour         | 6      |
| 11   | Fabio Barchitta     | Honda        | +1 tour         | 5      |
| 12   | Francisco Gonzales  | Honda        | +1 tour         | 4      |
| 13   | Donnie McLeod       | Honda        | +1 tour         | 3      |
| Abd. | Wayne Rainey        | Yamaha       | Abandon         |        |
| Abd. | Marco Gentile       | Fior         | Abandon         |        |
| Abd. | Ron Haslam          | Elf Honda    | Abandon         |        |
| Abd. | Bruno Kneubuhler    | Honda        | Abandon         |        |
| Abd. | Alessandro Valesi   | Honda        | Abandon         |        |
| Abd. | Randy Mamola        | Cagiva       | Abandon         |        |
| Abd. | Roger Burnett       | Honda        | Abandon         |        |

## Classement 250 cm3
| Pos. | Pilote               | Constructeur | Temps/Écart     | Points |
| ---- | -------------------- | ------------ | --------------- | ------ |
| 1    | Dominique Sarron     | Honda        | 41 min 04 s 390 | 20     |
| 2    | Carlos Lavado        | Yamaha       | +5 s 320        | 17     |
| 3    | Sito Pons            | Honda        | +11 s 380       | 15     |
| 4    | Reinhold Röth        | Honda        | +11 s 640       | 13     |
| 5    | Juan Garriga         | Yamaha       | +16 s 680       | 11     |
| 6    | Helmut Bradl         | Honda        | +18 s 340       | 10     |
| 7    | Carlos Cardus        | Honda        | +20 s 040       | 9      |
| 8    | Jean-Philippe Ruggia | Yamaha       | +20 s 660       | 8      |
| 9    | Masao Shimizu        | Honda        | +30 s 460       | 7      |
| 10   | Jacques Cornu        | Honda        | +38 s 860       | 6      |
| 11   | Manfred Herweh       | Yamaha       | +1 min 01 s 470 | 5      |
| 12   | August Auinger       | Aprilia      | +1 min 01 s 470 | 4      |
| 13   | Harald Eckl          | Aprilia      | +1 min 01 s 790 | 3      |
| 14   | Stefano Caracchi     | Honda        | +1 min 01 s 940 | 2      |
| 15   | Donnie McLeod        | EMC          | +1 min 09 s 030 | 1      |
| 16   | Urs Lüzi             | Honda        |                 |        |
| 17   | Luis Lavado          | Yamaha       |                 |        |
| 18   | Harald Becker        | Yamaha       |                 |        |
| 19   | Guy Bertin           | Yamaha       |                 |        |
| 20   | Jean Foray           | Yamaha       |                 |        |
| 21   | Alberto Puig         | Honda        |                 |        |
| 22   | Jean-François Baldé  | Defi         |                 |        |
| 23   | Eduardo Aleman       | Yamaha       |                 |        |
| 24   | Sergio Granton       | Yamaha       |                 |        |
| 25   | Ricardo Blanco       | Yamaha       |                 |        |
| Abd. | Eduardo Amen         | Yamaha       | Abandon         |        |
| Abd. | Ivan Troisi          | Yamaha       | Abandon         |        |
| Abd. | Thierry Rapicault    | Yamaha       | Abandon         |        |
| Abd. | Jean-Michel Mattioli | Yamaha       | Abandon         |        |
| Abd. | Alex Barros          | Rieju        | Abandon         |        |
| Abd. | Loris Reggiani       | Aprilia      | Abandon         |        |
| Abd. | Luca Cadalora        | Rieju        | Abandon         |        |
| Abd. | Jochen Schmid        | Honda        | Abandon         |        |
| Abd. | Martin Wimmer        | Yamaha       | Abandon         |        |